# Kepler-59c
Kepler-59c es uno de los dos planetas extrasolares que orbitan la estrella Kepler-59. Fue descubierta por el método de tránsito astronómico en el año 2014. Kepler-59b ha sido descubierto por el telescopio espacial Kepler y fue clasificado inicialmente como candidato a planeta. Transita su estrella cada 17,98 días durante 4,1249 horas. Periódicas variaciones temporales de tránsito confirman su naturaleza planetaria.